# Девтерагоніст
Девтерагоніст — другий з трьох акторів, учасників драми у давньогрецькому театрі. В залежності від сюжетної лінії девтерагоніст може бути як на боці протагоніста, так і проти нього.

Спочатку в давньогрецькій драмі був тільки один актор (протагоніст), головний герой, і хор. Дейтерагоніста ввів Есхіл, тритагоніста — Софокл.